# Isola di Felettino
Isola di Felettino (chiamata semplicemente Isola) è una frazione del comune della Spezia, in Liguria.

## Geografia fisica
Isola si trova nella parte nord orientale del comune della Spezia, oggi parzialmente inglobata nella città, soprattutto nella parte dove si trovava l'ospedale del Felettino, il cui toponimo potrebbe derivare dal nome della felce.

## Storia
Isola è ricordata per una concessione enfiteutica nel 950, per un giuramento fatto al Podestà di Genova nel 1224, per un altro giuramento al Vescovo Guglielmo di Luni cui viene donato l’impero del Castello nel 1231 ed in altri documenti.
Un primo importante edificio religioso risale a prima del Mille, dedicato a San Vittore e San Michele, posto all’interno del castello di Isola, oggi scomparso. A Isola nel 1173, sorse un ospedale per pellegrini dedicato a San Giacomo Apostolo.
Tra le moderne case sorge ancora l’oratorio di San Bernardo, del XVIII secolo e la chiesa di Sant’Anna, già venerata dal XVI secolo. La chiesa è di stampo moderno, semplice nelle sue linee, inaugurata nel 1986, ad una sola navata, con arredi e sculture opera dello spezzino Rino Mordaci. All’interno si trova la statua di Sant’Anna di autore ignoto, proveniente dall’oratorio di San Bernardo.
Sulle colline si trova la chiesa di San Giacomo Apostolo, da dove si gode uno splendido panorama. Del XVIII secolo, conserva all’interno importanti dipinti coevi, un pregiato altare e le spoglie di San Giustino.

## Monumenti e luoghi d'interesse

### Architetture religiose
- Chiesa parrocchiale di San Giacomo Apostolo, era in origine una piccola cappella sussidiaria, dipendente dalla Pieve di San Venerio (1470), convertita in parrocchiale quando fu distrutta la vecchia chiesa parrocchiale che sorgeva presso il castello – anch'esso distrutto – in Monte Albano;[2]
- Oratorio di San Bernardo, XVIII secolo;
- Chiesa di Sant'Anna, 1986.